# Nati nel 1989/Ottobre
| Questa pagina contiene informazioni ricavate automaticamente dalle voci biografiche con l'ausilio del template Bio e di un bot. L'aggiornamento è periodico e automatico e ricostruisce completamente la pagina. Se manca una persona in questa lista, sei pregato di non aggiungerla, ma accertati piuttosto che la sua voce biografica contenga il template Bio e che i dati anagrafici siano correttamente compilati. Se il template Bio manca, inseriscilo tu stesso o, in alternativa, metti l'avviso {{tmp\|Bio}} che ne segnala la mancanza. Se i dati riportati sono sbagliati, correggi direttamente la voce biografica; le modifiche saranno visibili in questa lista entro pochi giorni. Per chiarimenti vedi il progetto biografie. La lista contiene solo le 453 persone che sono citate nell'enciclopedia e per le quali è stato implementato correttamente il template Bio. Pagina aggiornata al 10 ago 2025. |

- 1º ottobre - Jelena Alajbeg, pallavolista croata
- 1º ottobre - Lauren Albanese, tennista statunitense
- 1º ottobre - Gil Amitay, cestista israeliano
- 1º ottobre - Alioune Badará, calciatore senegalese
- 1º ottobre - Adam Blythe, ex ciclista su strada e pistard britannico
- 1º ottobre - Serges Deblé, calciatore ivoriano
- 1º ottobre - Sergio de la Fuente, cestista spagnolo
- 1º ottobre - Guido Falaschi, pilota automobilistico argentino († 2011)
- 1º ottobre - Orhan Hacıyeva, cestista azero
- 1º ottobre - Sarah Hegazi, attivista egiziana († 2020)
- 1º ottobre - Nisso Kapiloto, ex calciatore israeliano
- 1º ottobre - Brie Larson, attrice e cantante statunitense
- 1º ottobre - Ofentse Nato, calciatore botswano
- 1º ottobre - Robin van Roosmalen, kickboxer e artista marziale misto olandese
- 1º ottobre - Greg Somogyi, ex cestista ungherese
- 1º ottobre - Ella Suitiala, ex snowboarder finlandese
- 2 ottobre - Marta Gastini, attrice italiana
- 2 ottobre - Kristen Marie Griest, militare
- 2 ottobre - Aaron Hicks, giocatore di baseball statunitense
- 2 ottobre - George Hotz, informatico statunitense
- 2 ottobre - Diamond Platnumz, cantante tanzaniano
- 2 ottobre - George Nash, canottiere britannico
- 2 ottobre - Andrea Nucita, pilota di rally italiano
- 2 ottobre - Marlie Packer, rugbista a 15 britannica
- 2 ottobre - Shō Sasaki, calciatore giapponese
- 2 ottobre - Donald Solomon, calciatore britannico
- 2 ottobre - Aymen Tahar, ex calciatore algerino
- 2 ottobre - Janina Uhse, attrice tedesca
- 3 ottobre - Johnthan Banks, giocatore di football americano statunitense
- 3 ottobre - Santiago Barboza, calciatore uruguaiano
- 3 ottobre - Francisco Cruz Saldívar, cestista messicano
- 3 ottobre - Stefano De Martino, conduttore televisivo, ballerino e showman italiano
- 3 ottobre - Desroy Findlay, calciatore anguillano
- 3 ottobre - Giorgi Gabedava, calciatore georgiano
- 3 ottobre - Alexandros Gounas, pallanuotista greco
- 3 ottobre - Jānis Kaufmanis, cestista lettone
- 3 ottobre - Iva Lažeta, calciatrice croata
- 3 ottobre - Allison Mayfield, pallavolista e allenatrice di pallavolo statunitense
- 3 ottobre - Cristian Muscalu, ex calciatore rumeno
- 3 ottobre - Ada Reina, cantautrice italiana
- 3 ottobre - Rúben Lima, calciatore portoghese
- 3 ottobre - Miloš Vidović, calciatore serbo
- 4 ottobre - Sarp Bozkurt, attore turco
- 4 ottobre - Carlon Brown, ex cestista statunitense
- 4 ottobre - Pratik Chowdhary, calciatore indiano
- 4 ottobre - Ramón Folch, calciatore spagnolo
- 4 ottobre - Gashi, rapper libico
- 4 ottobre - Janislav Gerčev, judoka bulgaro
- 4 ottobre - Assis Giovanaz, calciatore brasiliano
- 4 ottobre - Khaled Al-Senani, calciatore emiratino
- 4 ottobre - Dakota Johnson, attrice e modella statunitense
- 4 ottobre - Lil Mama, rapper, attrice e ballerina statunitense
- 4 ottobre - Rich Homie Quan, rapper e cantante statunitense († 2024)
- 4 ottobre - Kimmie Meissner, ex pattinatrice artistica su ghiaccio statunitense
- 4 ottobre - Haley Nemra, ex mezzofondista statunitense
- 4 ottobre - Evan Patros, giocatore di calcio a 5 e calciatore norvegese
- 4 ottobre - Viktoria Rebensburg, ex sciatrice alpina tedesca
- 4 ottobre - Rihwa, cantautrice giapponese
- 4 ottobre - Ramilton Jorge Santos do Rosário, calciatore capoverdiano
- 4 ottobre - Vieux Sané, ex calciatore senegalese
- 4 ottobre - Filip Serečin, calciatore slovacco
- 4 ottobre - Stacey Solomon, cantante e personaggio televisivo britannica
- 4 ottobre - Colleen Ward, ex pallavolista statunitense
- 4 ottobre - Tessa Worley, ex sciatrice alpina francese
- 5 ottobre - Kelsey Adrian, ex cestista canadese
- 5 ottobre - Jerime Anderson, cestista statunitense
- 5 ottobre - Douglas Grolli, calciatore brasiliano
- 5 ottobre - Peter Horne, rugbista a 15 britannico
- 5 ottobre - Ify Ibekwe, ex cestista statunitense
- 5 ottobre - Cvetelina Janeva, cantante bulgara
- 5 ottobre - Travis Kelce, giocatore di football americano e attore statunitense
- 5 ottobre - Kenshō Ono, attore, doppiatore e cantante giapponese
- 5 ottobre - André Pinto, ex calciatore portoghese
- 5 ottobre - Daniele Ratto, ex ciclista su strada italiano
- 5 ottobre - Kimiya Satō, pilota automobilistico giapponese
- 5 ottobre - Raoua Tlili, atleta paralimpica tunisina
- 5 ottobre - Valas, rapper portoghese
- 5 ottobre - Benjamin Weger, biatleta svizzero
- 5 ottobre - Katarzyna Woźniak, pattinatrice di velocità su ghiaccio polacca
- 5 ottobre - Brigite dos Santos, modella angolana
- 6 ottobre - Bello Babatounde, calciatore nigeriano
- 6 ottobre - Valeria Baroni, attrice e cantante argentina
- 6 ottobre - Christoffer Bergman, pilota motociclistico svedese
- 6 ottobre - Rasmus Christiansen, calciatore danese
- 6 ottobre - Albert Ebossé Bodjongo, calciatore camerunese († 2014)
- 6 ottobre - Tyler Ennis, ex hockeista su ghiaccio canadese
- 6 ottobre - Mohammed Fayez, ex calciatore emiratino
- 6 ottobre - Lys Gomis, calciatore senegalese
- 6 ottobre - Kim Bo-kyung, calciatore sudcoreano
- 6 ottobre - Ekaterina Lisunova, pallanuotista russa
- 6 ottobre - Chris Matthews, giocatore di football americano statunitense
- 6 ottobre - Pizzi, calciatore portoghese
- 6 ottobre - Sophia Thomalla, attrice tedesca
- 6 ottobre - Wei Wei, cestista cinese
- 6 ottobre - Mark Wilson, rugbista a 15 britannico
- 7 ottobre - Erik Akkersdijk, speedcuber olandese
- 7 ottobre - Temuulen Battugla, judoka mongolo
- 7 ottobre - Luka Bašič, ex hockeista su ghiaccio sloveno
- 7 ottobre - Elia Campagna, pattinatore artistico a rotelle italiano
- 7 ottobre - Amanda Da Costa, ex calciatrice portoghese
- 7 ottobre - Daniel Drescher, ex calciatore austriaco
- 7 ottobre - Kilian Le Blouch, judoka francese
- 7 ottobre - Ofir Marciano, calciatore israeliano
- 7 ottobre - William Price, ex pallavolista statunitense
- 7 ottobre - Valentin Verga, hockeista su prato olandese
- 8 ottobre - Max Hartung, schermidore tedesco
- 8 ottobre - Ibson Pereira de Melo, calciatore brasiliano
- 8 ottobre - Kushtrim Lushtaku, calciatore kosovaro
- 8 ottobre - Dugary Ndabashinze, ex calciatore burundese
- 8 ottobre - Devereaux Peters, ex cestista statunitense
- 8 ottobre - Rabah Slimani, rugbista a 15 francese
- 8 ottobre - Armand Traoré, ex calciatore francese
- 8 ottobre - Stijn Wuytens, calciatore belga
- 9 ottobre - Julian Dohrendorf, ex giocatore di football americano e allenatore di football americano tedesco
- 9 ottobre - Alexandre Flanquart, rugbista a 15 francese
- 9 ottobre - Jon Ander Garrido, ex calciatore spagnolo
- 9 ottobre - Brad Loesing, cestista statunitense
- 9 ottobre - David López Silva, calciatore spagnolo
- 9 ottobre - Darxia Morris, ex cestista statunitense
- 9 ottobre - Renan Foguinho, ex calciatore brasiliano
- 9 ottobre - Laura Samani, regista e sceneggiatrice italiana
- 9 ottobre - Liborio Sánchez, calciatore messicano
- 9 ottobre - DeShawn Stephens, cestista statunitense
- 9 ottobre - Cătălin Straton, calciatore rumeno
- 10 ottobre - Kasandra Bradette, velocista, lunghista e pattinatrice di short track canadese
- 10 ottobre - Cai Huikang, calciatore cinese
- 10 ottobre - Jeurys Familia, giocatore di baseball dominicano
- 10 ottobre - Lamar Hall, giocatore di football americano statunitense
- 10 ottobre - Rıza Kayaalp, lottatore turco
- 10 ottobre - Emer Kenny, attrice e sceneggiatrice britannica
- 10 ottobre - Ruud Koutiki, atleta paralimpico italiano
- 10 ottobre - Jakub Krzewina, velocista polacco
- 10 ottobre - Parfait Mandanda, calciatore francese
- 10 ottobre - Laudit Mavugo, calciatore burundese
- 10 ottobre - Jordan Mein, artista marziale misto canadese
- 10 ottobre - Tristan Okpalaugo, giocatore di football americano statunitense
- 10 ottobre - José Salvatierra, calciatore costaricano
- 10 ottobre - Aimee Teegarden, attrice statunitense
- 10 ottobre - Živa Zdolšek, ex cestista slovena
- 10 ottobre - Esquerdinha, calciatore brasiliano
- 11 ottobre - Chafik Besseghier, pattinatore artistico su ghiaccio francese
- 11 ottobre - Jacopo Cavallaro, attore italiano
- 11 ottobre - Anthony Davis, ex giocatore di football americano statunitense
- 11 ottobre - Domenico Fontana, velocista italiano
- 11 ottobre - Kira Jarmyš, scrittrice e attivista russa
- 11 ottobre - Denis Juskov, pattinatore di velocità su ghiaccio russo
- 11 ottobre - Henry Lau, cantante, musicista e attore canadese
- 11 ottobre - Maxime Le Marchand, ex calciatore francese
- 11 ottobre - Robbie Manson, canottiere neozelandese
- 11 ottobre - Jack McGrath, rugbista a 15 irlandese
- 11 ottobre - Jenrry Mejía, giocatore di baseball dominicano
- 11 ottobre - Benjamin Mokulu, calciatore belga
- 11 ottobre - Riddick Moss, wrestler statunitense
- 11 ottobre - Zoran Nižić, calciatore croato
- 11 ottobre - Will Rackley, giocatore di football americano statunitense
- 11 ottobre - Paula Schramm, attrice e doppiatrice tedesca
- 11 ottobre - Michelle Wie, golfista statunitense
- 11 ottobre - Ivan Yagan, calciatore belga
- 11 ottobre - Zhou Peng, cestista cinese
- 12 ottobre - Dee Bost, cestista statunitense
- 12 ottobre - Issam Chebake, calciatore marocchino
- 12 ottobre - Ilias El Hafedi, giocatore di calcio a 5 e calciatore norvegese
- 12 ottobre - Ganso, calciatore brasiliano
- 12 ottobre - Christina Giazitzidou, canottiera greca
- 12 ottobre - Kristy Jaeckel, ex pallavolista statunitense
- 12 ottobre - Alex Karmo, calciatore liberiano
- 12 ottobre - Rocky Lekaj, calciatore norvegese
- 12 ottobre - Rishard Matthews, ex giocatore di football americano statunitense
- 12 ottobre - Francesca Mazzoleni, regista e sceneggiatrice italiana
- 12 ottobre - Matt Paradis, ex giocatore di football americano statunitense
- 12 ottobre - Nicola Parodi, pallanuotista italiano
- 12 ottobre - Francisco Peña, giocatore di baseball dominicano
- 12 ottobre - Franz Josef Plankl, ex hockeista su ghiaccio e allenatore di hockey su ghiaccio italiano
- 12 ottobre - Carol Rovira, attrice e cantante spagnola
- 12 ottobre - Melanie Serrano, ex calciatrice spagnola
- 12 ottobre - Samantha Stewart, lottatrice canadese
- 12 ottobre - Oleg Trofim, regista, sceneggiatore e musicista russo
- 12 ottobre - Francisco Veludo, hockeista su pista angolano
- 12 ottobre - Nicolas Viola, calciatore italiano
- 12 ottobre - Wild Boar, wrestler gallese
- 12 ottobre - Amy Wren, attrice britannica
- 12 ottobre - Il'ja Žitomirskij, programmatore e imprenditore russo († 2011)
- 13 ottobre - Mohammed Tayeb Al Alawi, calciatore bahreinita
- 13 ottobre - Carlos Alberto Betancur, ex ciclista su strada colombiano
- 13 ottobre - Breno, ex calciatore brasiliano
- 13 ottobre - Aleksandr Erochin, calciatore russo
- 13 ottobre - Jarvis Jones, giocatore di football americano statunitense
- 13 ottobre - Jun Hyo-seong, cantante, ballerina e attrice sudcoreana
- 13 ottobre - Alexandria Ocasio-Cortez, politica statunitense
- 13 ottobre - Slimane, cantante francese
- 13 ottobre - Andre Williamson, cestista statunitense
- 14 ottobre - Arca, cantautrice, compositrice e produttrice discografica venezuelana
- 14 ottobre - Cierra Bravard, ex cestista statunitense
- 14 ottobre - Kateřina Elhotová, ex cestista ceca
- 14 ottobre - Ali Lotfi, calciatore egiziano
- 14 ottobre - Kengo Kawamata, calciatore giapponese
- 14 ottobre - Anna Björk Kristjánsdóttir, calciatrice islandese
- 14 ottobre - Luca Matteotti, ex snowboarder italiano
- 14 ottobre - Francesco Molitierno, giocatore di calcio a 5 italiano
- 14 ottobre - Andrea Paroni, ex calciatore italiano
- 14 ottobre - Stefania Strumillo, discobola e pesista italiana
- 14 ottobre - Ramón Ábila, calciatore argentino
- 15 ottobre - Omar Jouma Al-Salfa, velocista emiratino
- 15 ottobre - Kevin Dillard, cestista statunitense
- 15 ottobre - Blaine Gabbert, giocatore di football americano statunitense
- 15 ottobre - Yancy Gates, ex cestista statunitense
- 15 ottobre - Augustus Gilchrist, ex cestista statunitense
- 15 ottobre - Denis Hollenstein, hockeista su ghiaccio svizzero
- 15 ottobre - Anthony Joshua, pugile inglese
- 15 ottobre - Ola Kamara, calciatore norvegese
- 15 ottobre - Charalampos Kyriakou, calciatore cipriota
- 15 ottobre - Vincent Le Goff, ex calciatore francese
- 15 ottobre - Fedez, rapper e personaggio televisivo italiano
- 15 ottobre - Leandro Martínez, calciatore argentino
- 15 ottobre - Lluís Mas, ex ciclista su strada e pistard spagnolo
- 15 ottobre - Delfina Merino, hockeista su prato argentina
- 15 ottobre - Alen Pamić, calciatore croato († 2013)
- 15 ottobre - Alfonso Parot, calciatore cileno
- 15 ottobre - Denis Popović, calciatore sloveno
- 15 ottobre - Ivan Quintans, ex calciatore liechtensteinese
- 15 ottobre - Sergej Toropov, cestista russo
- 15 ottobre - Adam Waczyński, cestista polacco
- 16 ottobre - Angie Bainbridge, nuotatrice australiana
- 16 ottobre - Dan Biggar, rugbista a 15 britannico
- 16 ottobre - Tokio Emoto, attore giapponese
- 16 ottobre - Cristian Martínez Alejo, calciatore andorrano
- 16 ottobre - Samuel McGuffie, bobbista, giocatore di football americano e rugbista a 15 statunitense
- 16 ottobre - Mithyuê, giocatore di calcio a 5 e ex calciatore brasiliano
- 16 ottobre - Magomed Omarov, pugile russo
- 16 ottobre - Kana Osafune, calciatrice giapponese
- 16 ottobre - Kirill Pančenko, ex calciatore russo
- 16 ottobre - Crucial Star, rapper sudcoreano
- 16 ottobre - Eleonora Patuzzo, ex ciclista su strada e pistard italiana
- 16 ottobre - Jack Salvatore Jr., attore statunitense
- 17 ottobre - Dwight Gayle, calciatore inglese
- 17 ottobre - William Kyle Carpenter, militare statunitense
- 17 ottobre - Eleonora Dalprà, ex hockeista su ghiaccio italiana
- 17 ottobre - Miloš Dimić, cestista serbo
- 17 ottobre - Gabriel Díaz, calciatore argentino
- 17 ottobre - Horațiu Feșnic, arbitro di calcio rumeno
- 17 ottobre - Oleksandr Isakov, nuotatore ucraino
- 17 ottobre - Sophie Luck, attrice australiana
- 17 ottobre - Alexandru Mățel, ex calciatore rumeno
- 17 ottobre - Sosthene Moguenara, lunghista tedesca
- 17 ottobre - Charles Oliveira, artista marziale misto brasiliano
- 17 ottobre - Rihito Takarai, fumettista giapponese
- 17 ottobre - Ritvars Rugins, ex calciatore lettone
- 17 ottobre - Moussa Sao, calciatore francese
- 17 ottobre - Marcos Antônio da Silva Gonçalves, calciatore brasiliano
- 17 ottobre - David Timor, calciatore spagnolo
- 17 ottobre - Lauren Wilkinson, canottiera canadese
- 17 ottobre - Alex Young, cestista statunitense
- 17 ottobre - Carlos Eduardo de Oliveira Alves, calciatore brasiliano
- 18 ottobre - Hammadi Ahmad Al-Daeeaa, calciatore iracheno
- 18 ottobre - Shlomi Azulay, calciatore israeliano
- 18 ottobre - Gerard Badía, ex calciatore spagnolo
- 18 ottobre - Matthew Centrowitz, mezzofondista statunitense
- 18 ottobre - Sarah Elago, politica e attivista filippina
- 18 ottobre - Kenny Frease, ex cestista statunitense
- 18 ottobre - Abhijeet Gupta, scacchista indiano
- 18 ottobre - Terrance Henry, ex cestista statunitense
- 18 ottobre - Leigh Howard, ciclista su strada e pistard australiano
- 18 ottobre - Giorgi Ivanishvili, ex calciatore georgiano
- 18 ottobre - Joy Lauren, attrice statunitense
- 18 ottobre - Ingvar Jónsson, calciatore islandese
- 18 ottobre - Francielle Manoel Alberto, ex calciatrice brasiliana
- 18 ottobre - Riisa Naka, attrice e doppiatrice giapponese
- 18 ottobre - Nikola Raspopović, ex calciatore serbo
- 18 ottobre - Linda Sandblom, altista finlandese
- 18 ottobre - Nigel Spikes, cestista statunitense
- 18 ottobre - Fernando Tobio, calciatore argentino
- 19 ottobre - David Bingham, calciatore statunitense
- 19 ottobre - Suleiman Braimoh, cestista nigeriano
- 19 ottobre - Empress Of, cantante statunitense
- 19 ottobre - Mindaugas Kuzminskas, cestista lituano
- 19 ottobre - Cory Mazzoni, giocatore di baseball statunitense
- 19 ottobre - Marianne Mirage, cantautrice italiana
- 19 ottobre - Nikolija, cantante e rapper serba
- 19 ottobre - Mihail Perşin, giocatore di calcio a 5 kazako
- 19 ottobre - Miroslav Stoch, ex calciatore slovacco
- 19 ottobre - Brandon Thompson, ex giocatore di football americano statunitense
- 19 ottobre - Taylor Thompson, ex giocatore di football americano statunitense
- 19 ottobre - Martín Tonso, calciatore argentino
- 19 ottobre - Moisés Velasco, ex calciatore messicano
- 20 ottobre - Sophie Bradley-Auckland, ex calciatrice inglese
- 20 ottobre - Christie Burke, attrice e modella statunitense
- 20 ottobre - Mare Dibaba, maratoneta etiope
- 20 ottobre - Dennis Diekmeier, ex calciatore tedesco
- 20 ottobre - Iván Etevenaux, calciatore argentino
- 20 ottobre - Simson Exumé, calciatore haitiano
- 20 ottobre - Lamine Gassama, calciatore francese
- 20 ottobre - Jess Glynne, cantautrice britannica
- 20 ottobre - Julius Jucikas, cestista lituano
- 20 ottobre - Shpëtim Moçka, ex calciatore albanese
- 20 ottobre - Kelly Murphy, pallavolista statunitense
- 20 ottobre - Rodrigo Corrêa Dantas, calciatore brasiliano
- 20 ottobre - Andrea Rothfuss, sciatrice alpina tedesca
- 20 ottobre - Wallace Alves da Silva, calciatore brasiliano
- 20 ottobre - Yanina Wickmayer, ex tennista belga
- 21 ottobre - Amna Al Haddad, sollevatrice e giornalista emiratina
- 21 ottobre - Bruno Henrique, calciatore brasiliano
- 21 ottobre - Kelly Druyts, ciclista su strada e pistard belga
- 21 ottobre - Festus Ezeli, ex cestista nigeriano
- 21 ottobre - Joshua Furno, rugbista a 15 italiano
- 21 ottobre - Budimir Janošević, calciatore serbo
- 21 ottobre - May'n, cantautrice giapponese
- 21 ottobre - Aṙak‘el Mirzoyan, ex sollevatore armeno
- 21 ottobre - Luke Murphy, calciatore inglese
- 21 ottobre - Jonathan Viera, calciatore spagnolo
- 21 ottobre - Sam Vokes, calciatore gallese
- 21 ottobre - Ricky Wagner, giocatore di football americano statunitense
- 21 ottobre - Warren Weir, velocista giamaicano
- 21 ottobre - Sidonie von Krosigk, attrice tedesca
- 22 ottobre - Davide Bozzetto, cestista italiano
- 22 ottobre - Chantal van den Broek-Blaak, ex ciclista su strada olandese
- 22 ottobre - Piero Codia, ex nuotatore italiano
- 22 ottobre - JPEGMafia, rapper e produttore discografico statunitense
- 22 ottobre - LaMichael James, giocatore di football americano statunitense
- 22 ottobre - Jonathan Kodjia, calciatore francese
- 22 ottobre - Omar Koroma, ex calciatore gambiano
- 22 ottobre - Nour Mansour, calciatore libanese
- 22 ottobre - Amit Simhon, cestista israeliano
- 22 ottobre - Omar Visintin, snowboarder italiano
- 22 ottobre - Willie Warren, cestista statunitense
- 22 ottobre - Muhammad Wilkerson, giocatore di football americano statunitense
- 22 ottobre - Ilïyas Ämirseýitov, calciatore kazako
- 23 ottobre - Viktor Agardius, calciatore svedese
- 23 ottobre - Franz Anton, canoista tedesco
- 23 ottobre - Alain Baroja, calciatore venezuelano
- 23 ottobre - Zach Brown, giocatore di football americano statunitense
- 23 ottobre - Jonas Devouassoux, ex sciatore alpino e sciatore freestyle francese
- 23 ottobre - Clarice Falcão, attrice e cantante brasiliana
- 23 ottobre - Johnathan Franklin, giocatore di football americano statunitense
- 23 ottobre - Rory Gaffney, calciatore irlandese
- 23 ottobre - Carlos Gálviz, ciclista su strada venezuelano
- 23 ottobre - Michail Hardzjajčuk, calciatore bielorusso
- 23 ottobre - Andrij Jarmolenko, calciatore ucraino
- 23 ottobre - Anisja Kirdjapkina, marciatrice russa
- 23 ottobre - Nikita Maljarov, calciatore russo
- 23 ottobre - Susanna Manzoni, calciatrice italiana
- 23 ottobre - Louise Schillgard, calciatrice svedese
- 23 ottobre - Artem Čornij, allenatore di calcio e ex calciatore ucraino
- 24 ottobre - Dionysia Alexandrī, cestista greca
- 24 ottobre - Carmen Aub, attrice messicana
- 24 ottobre - Mustapha Bangura, ex calciatore sierraleonese
- 24 ottobre - Armin Bačinović, ex calciatore sloveno
- 24 ottobre - Ken Brown, cestista statunitense
- 24 ottobre - Will Bruin, ex calciatore statunitense
- 24 ottobre - David Castañeda, attore statunitense
- 24 ottobre - Jack Colback, calciatore inglese
- 24 ottobre - Anderson Conceição, calciatore brasiliano
- 24 ottobre - B.J. Daniels, ex giocatore di football americano statunitense
- 24 ottobre - Cristian Gamboa, calciatore costaricano
- 24 ottobre - Carlos Gimeno, tuffatore spagnolo
- 24 ottobre - Shenae Grimes, attrice canadese
- 24 ottobre - Maren Hammerschmidt, biatleta tedesca
- 24 ottobre - Eric Hosmer, giocatore di baseball statunitense
- 24 ottobre - PewDiePie, youtuber svedese
- 24 ottobre - Nadia Kounda, attrice marocchina
- 24 ottobre - Masato Kurogi, ex calciatore giapponese
- 24 ottobre - Jared Moore, pallavolista statunitense
- 24 ottobre - YeYe, cantante e cantautrice giapponese
- 24 ottobre - Márk Orosz, ex calciatore ungherese
- 24 ottobre - Jon Ander Serantes, calciatore spagnolo
- 24 ottobre - Ognjen Vranješ, calciatore bosniaco
- 24 ottobre - Wira Wama, calciatore papuano
- 25 ottobre - Dan Cohen, speedcuber statunitense
- 25 ottobre - Amber English, tiratrice a volo statunitense
- 25 ottobre - Filip Grgić, taekwondoka croato
- 25 ottobre - Sten Grytebust, calciatore norvegese
- 25 ottobre - Mucharam Kabulova, montatrice russa
- 25 ottobre - Ivan Marconi, calciatore italiano
- 25 ottobre - Donata Pancaldi, calciatrice italiana
- 25 ottobre - Joonas Räsänen, ex sciatore alpino finlandese
- 25 ottobre - Mia Wasikowska, attrice e regista australiana
- 26 ottobre - Namory Boundy, cestista francese
- 26 ottobre - Angus Brandt, cestista australiano
- 26 ottobre - Chi Zhongguo, calciatore cinese
- 26 ottobre - Dre Kirkpatrick, giocatore di football americano statunitense
- 26 ottobre - Daniel Mullen, calciatore australiano
- 26 ottobre - Raffaele Munno, pugile italiano
- 26 ottobre - Alaa Murabit, medico canadese
- 26 ottobre - Reshmie Oogink, taekwondoka olandese
- 26 ottobre - Dimităr Pirgov, calciatore bulgaro
- 26 ottobre - Pierre Plihon, arciere francese
- 26 ottobre - Vaniel Sirin, ex calciatore haitiano
- 26 ottobre - Olivier Troisfontaines, cestista belga
- 26 ottobre - Silvia Zennaro, velista italiana
- 26 ottobre - Ertaç Özbir, calciatore turco
- 27 ottobre - Danovis Banguero, calciatore colombiano
- 27 ottobre - Mark Barron, giocatore di football americano statunitense
- 27 ottobre - Fidel Chaves de la Torre, calciatore spagnolo
- 27 ottobre - Ding Jinhui, ex cestista cinese
- 27 ottobre - Lucas Domínguez, calciatore cileno
- 27 ottobre - Emanuele Fuamatu, ex pesista australiano
- 27 ottobre - Anders K. Jacobsen, calciatore danese
- 27 ottobre - Hervé Lomboto, calciatore della Repubblica Democratica del Congo
- 27 ottobre - Barry Maguire, calciatore olandese
- 27 ottobre - Shannon Parry, rugbista a 15 australiana
- 27 ottobre - David Pašek, calciatore ceco
- 27 ottobre - Giulia Pennella, ostacolista italiana
- 27 ottobre - Shaun Prater, giocatore di football americano statunitense
- 27 ottobre - Sasha Strunin, cantante polacca
- 27 ottobre - Rubén Tejada, giocatore di baseball panamense
- 27 ottobre - Matteo Vitaioli, calciatore sammarinese
- 28 ottobre - Kelly Brazier, rugbista a 15 neozelandese
- 28 ottobre - Devin Ebanks, cestista statunitense
- 28 ottobre - Soufian El Hassnaoui, ex calciatore olandese
- 28 ottobre - Davide Giugliano, pilota motociclistico italiano
- 28 ottobre - Christian Haller, ex snowboarder svizzero
- 28 ottobre - Lü Peng, calciatore cinese
- 28 ottobre - Yannick Maden, ex tennista tedesco
- 28 ottobre - Greg Mangano, ex cestista statunitense
- 28 ottobre - Ezekiel Mbah, calciatore nigeriano
- 28 ottobre - Sore, cantante e attrice rumena
- 28 ottobre - Camille Muffat, nuotatrice francese († 2015)
- 28 ottobre - Saša Popin, calciatore serbo
- 28 ottobre - Kévin Théophile-Catherine, calciatore francese
- 28 ottobre - Zhang Ling, ex tennista hongkonghese
- 29 ottobre - Karolina Czarnecka, cantante e attrice polacca
- 29 ottobre - Irina Karamanos, antropologa, politologa e attivista cilena
- 29 ottobre - Lorraine Lokoka, cestista della Repubblica Democratica del Congo
- 29 ottobre - Mohammad Mustafa, calciatore giordano
- 29 ottobre - Tope Obadeyi, calciatore inglese
- 29 ottobre - Lay Raksmey, calciatore cambogiano
- 29 ottobre - Primož Roglič, ciclista su strada e ex saltatore con gli sci sloveno
- 29 ottobre - Leyla Lydia Tuğutlu, attrice e modella turca
- 29 ottobre - Joel Ward, calciatore inglese
- 29 ottobre - Kōsuke Yamamoto, calciatore giapponese
- 30 ottobre - Seth Adkins, attore statunitense
- 30 ottobre - Naiara Azevedo, cantante brasiliana
- 30 ottobre - Ashley Barnes, calciatore inglese
- 30 ottobre - Sascha Burchert, ex calciatore tedesco
- 30 ottobre - Elsinho, calciatore brasiliano
- 30 ottobre - Shannon Hawari, ex pallavolista statunitense
- 30 ottobre - Claudia Jessie, attrice britannica
- 30 ottobre - Nastia Liukin, ex ginnasta statunitense
- 30 ottobre - Joseph Mills, ex calciatore inglese
- 30 ottobre - Dallas Thomas, ex giocatore di football americano statunitense
- 30 ottobre - Brandyn Thompson, giocatore di football americano statunitense
- 30 ottobre - Islom To'xtaxo'jayev, calciatore uzbeko
- 30 ottobre - Benjamin Toniutti, pallavolista francese
- 30 ottobre - Federico Tontodonati, marciatore italiano
- 30 ottobre - Vanessa White, cantante britannica
- 30 ottobre - Xamã, rapper e attore brasiliano
- 31 ottobre - Kyle Hunt, cestista statunitense
- 31 ottobre - Mirko Ivanovski, calciatore macedone
- 31 ottobre - Milčo Makendžiev, ex calciatore bulgaro
- 31 ottobre - Mike Morrison, ex cestista statunitense
- 31 ottobre - Nanase Kiryū, calciatrice giapponese
- 31 ottobre - Rógvi Poulsen, ex calciatore faroese
- 31 ottobre - Adrián Torres, calciatore argentino
- 31 ottobre - Bára Zemanová, cantante ceca